# Liste der türkischen Basketballmeister
Ein Türkischer Meister im Basketball ist die jeweils jährlich beste Mannschaft der höchsten türkischen Spielklasse, der Türkiye Basketbol Ligi. Diese Liga wurde mit der Saison 1966/67 als höchste nationale Liga eingeführt und endete mit der Meisterschaft von Altınordu Izmir.
Die türkische Meisterschaft wurde bis zum Sommer 1983 in einem regulären Ligabetrieb gespielt, wonach zum Saisonende der Tabellenerste türkischer Basketballmeister wurde. Erst mit der Saison 1983/84 ging man auf das im Basketball übliche System von Liga- und anschließendem Playoff-Phase über.
Rekordtitelträger ist Anadolu Efes SK mit 13 gewonnenen Meisterschaften. Neben der Türkischen Meisterschaft wird auch ein Pokalwettbewerb ausgespielt, siehe Türkischer Basketballpokal.

## Basketball-Meister der Herren
| 1966/67                      | Altınordu Izmir      | Galatasaray Istanbul | Samim Göreç       | 12           |
| 1967/68                      | İTÜ BK               | Fenerbahçe Istanbul  | Mehmet Baturalp   | 15           |
| 1968/69                      | Galatasaray Istanbul | İTÜ BK               | Petar Simenov     | 15           |
| 1969/70                      | İTÜ BK               | Fenerbahçe Istanbul  | Mehmet Baturalp   | 12           |
| 1970/71                      | İTÜ BK               | Fenerbahçe Istanbul  | Şengün Kaplanoğlu | 12           |
| 1971/72                      | İTÜ BK               | Beşiktaş Istanbul    | Samim Göreç       | 12           |
| 1972/73                      | İTÜ BK               | Ankara Şekerspor     | Öner Şaylan       | 12           |
| 1973/74                      | Ankara Muhafızgücü   | Ankara Şekerspor     | Armağan Asena     | 12           |
| 1974/75                      | Beşiktaş Istanbul    | Galatasaray Istanbul | Cavit Altunay     | 12           |
| 1975/76                      | Eczacıbaşı SK        | Beşiktaş Istanbul    | Aydan Siyavuş     | 12           |
| 1976/77                      | Eczacıbaşı SK        | Beşiktaş Istanbul    | Aydan Siyavuş     | 12           |
| 1977/78                      | Eczacıbaşı SK        | Tofaş SK             | Aydan Siyavuş     | 12           |
| 1978/79                      | Efes Pilsen          | Eczacıbaşı SK        | Faruk Akagün      | 12           |
| 1979/80                      | Eczacıbaşı SK        | Efes Pilsen          | Aydan Siyavuş     | 14           |
| 1980/81                      | Eczacıbaşı SK        | Beşiktaş Istanbul    | Aydan Siyavuş     | 18           |
| 1981/82                      | Eczacıbaşı SK        | Beşiktaş Istanbul    | Aydan Siyavuş     | 18           |
| 1982/83                      | Efes Pilsen          | Fenerbahçe Istanbul  | Rıza Erverdi      | 19           |
| Spielzeiten mit Playoffphase |                      |                      |                   |              |
| Saison                       | Meister              | Zweiter              | Meistertrainer    | Mannschaften |
| 1983/84                      | Efes Pilsen          | Karşıyaka SK         | Aydan Siyavuş     | 12           |
| 1984/85                      | Galatasaray Istanbul | Fenerbahçe Istanbul  | Nur Germen        | 12           |
| 1985/86                      | Galatasaray Istanbul | Efes Pilsen          | Fehmi Sadıkoğlu   | 12           |
| 1986/87                      | Karşıyaka SK         | Galatasaray Istanbul | Nadir Vekiloğlu   | 12           |
| 1987/88                      | Eczacıbaşı SK        | Çukurova Sanayi SK   | Mehmet Baturalp   | 12           |
| 1988/89                      | Eczacıbaşı SK        | Çukurova Sanayi SK   | Mehmet Baturalp   | 12           |
| 1989/90                      | Galatasaray Istanbul | Paşabahçe SK         | Faruk Akagün      | 12           |
| 1990/91                      | Fenerbahçe Istanbul  | Tofaş SK             | Çetin Yılmaz      | 12           |
| 1991/92                      | Efes Pilsen          | Fenerbahçe Istanbul  | Aydın Örs         | 14           |
| 1992/93                      | Efes Pilsen          | Fenerbahçe Istanbul  | Aydın Örs         | 16           |
| 1993/94                      | Efes Pilsen          | Ülkerspor            | Aydın Örs         | 16           |
| 1994/95                      | Ülkerspor            | Fenerbahçe Istanbul  | Çetin Yılmaz      | 16           |
| 1995/96                      | Efes Pilsen          | Ülkerspor            | Aydın Örs         | 16           |
| 1996/97                      | Efes Pilsen          | Türk Telekomspor     | Aydın Örs         | 16           |
| 1997/98                      | Ülkerspor            | Efes Pilsen          | Çetin Yılmaz      | 16           |
| 1998/99                      | Tofaş SAS SK         | Efes Pilsen          | Jasmin Repesa     | 15           |
| 1999/2000                    | Tofaş SAS SK         | Efes Pilsen          | Tolga Öngören     | 14           |
| 2000/01                      | Ülkerspor            | Efes Pilsen          | Murat Didin       | 14           |
| 2001/02                      | Efes Pilsen          | Ülkerspor            | Oktay Mahmuti     | 12           |
| 2002/03                      | Efes Pilsen          | Ülkerspor            | Oktay Mahmuti     | 14           |
| 2003/04                      | Efes Pilsen          | Ülkerspor            | Oktay Mahmuti     | 14           |
| 2004/05                      | Efes Pilsen          | Beşiktaş Istanbul    | Oktay Mahmuti     | 14           |
| 2005/06                      | Ülkerspor            | Efes Pilsen          | Murat Özyer       | 16           |
| 2006/07                      | Fenerbahçe Ülker     | Efes Pilsen          | Aydın Örs         | 16           |
| 2007/08                      | Fenerbahçe Ülker     | Türk Telekomspor     | Bogdan Tanjevic   | 16           |
| 2008/09                      | Efes Pilsen          | Fenerbahçe Ülker     | Ergin Ataman      | 16           |
| 2009/10                      | Fenerbahçe Ülker     | Efes Pilsen          | Bogdan Tanjevic   | 16           |
| 2010/11                      | Fenerbahçe Istanbul  | Galatasaray Istanbul | Neven Spahija     | 16           |
| 2011/12                      | Beşiktaş Istanbul    | Anadolu Efes SK      | Ergin Ataman      | 16           |
| 2012/13                      | Galatasaray Istanbul | Banvit BK            | Ergin Ataman      | 16           |
| 2013/14                      | Fenerbahçe Istanbul  | Galatasaray Istanbul | Željko Obradović  | 16           |
| 2014/15                      | Karşıyaka SK         | Anadolu Efes SK      | Ufuk Sarıca       | 16           |
| 2015/16                      | Fenerbahçe Istanbul  | Anadolu Efes SK      | Željko Obradović  | 16           |
| 2016/17                      | Fenerbahçe Istanbul  | Beşiktaş Istanbul    | Željko Obradović  | 16           |
| 2017/18                      | Fenerbahçe Doğuş     | Tofaş Spor Kulübü    | Željko Obradović  | 16           |

## Meister
| Verein                          | Anzahl | Jahr                                                                                  |
| ------------------------------- | ------ | ------------------------------------------------------------------------------------- |
| Anadolu Efes SK                 | 13     | 1979, 1983, 1984, 1992, 1993, 1994, 1996, 1997, 2002, 2003, 2004, 2005, 2009          |
| Fenerbahçe Ülker                | 13     | 1991°, 1995°°, 1998°°, 2001°°, 2006°°, 2007, 2008, 2010, 2011, 2014, 2016, 2017, 2018 |
| Eczacıbaşı SK                   | 8      | 1976, 1977, 1978, 1980, 1981, 1982, 1988, 1989                                        |
| Technische Universität Istanbul | 5      | 1968, 1970, 1971, 1972, 1973                                                          |
| Galatasaray Medical Park        | 5      | 1969, 1985, 1986, 1990, 2013                                                          |
| Tofaş SAS                       | 2      | 1999, 2000                                                                            |
| Beşiktaş JK                     | 2      | 1975, 2012                                                                            |
| Karşıyaka SK                    | 2      | 1987, 2015                                                                            |
| Altınordu Izmir                 | 1      | 1967                                                                                  |
| Ankara Muhafızgücü              | 1      | 1974                                                                                  |

- ° Als Fenerbahçe Istanbul. Im Sommer 2006 fusionierten die beiden Vereine Fenerbahçe Istanbul und Ülkerspor zu dem heutigen Verein Fenerbahçe Ülker.
- °° Als Ülkerspor. Im Sommer 2006 fusionierten die beiden Vereine Fenerbahçe Istanbul und Ülkerspor zu dem heutigen Verein Fenerbahçe Ülker.

## Vizemeister
| Verein                          | Anzahl | Jahr                                                                                                 |
| ------------------------------- | ------ | --- |
| Fenerbahçe Ülker                | 14     | 1968°, 1970°, 1971°, 1983°, 1985°, 1992°, 1993°, 1994°°, 1995°, 1996°°, 2002°°, 2003°°, 2004°°, 2009 |
| Anadolu Efes SK                 | 12     | 1980, 1986, 1998, 1999, 2000, 2001, 2006, 2007, 2010, 2012, 2015, 2016                               |
| Beşiktaş JK                     | 8      | 1972, 1976, 1977, 1981, 1982, 2005, 2016, 2017                                                       |
| Ankara Şekerspor                | 2      | 1973, 1974                                                                                           |
| Çukurova Sanayi SK              | 2      | 1988, 1989                                                                                           |
| Galatasaray Medical Park        | 5      | 1967, 1975, 1987, 2011, 2014                                                                         |
| Tofaş SAS                       | 2      | 1978, 1991                                                                                           |
| Türk Telekomspor                | 1      | 1997, 2008                                                                                           |
| Eczacıbaşı SK                   | 1      | 1979                                                                                                 |
| Technische Universität Istanbul | 1      | 1969                                                                                                 |
| Karşıyaka SK                    | 1      | 1984                                                                                                 |
| Paşabahçe SK                    | 1      | 1990                                                                                                 |
| Banvit BK                       | 1      | 2013                                                                                                 |

- ° Als Fenerbahçe Istanbul. Im Sommer 2006 fusionierten die beiden Vereine Fenerbahçe Istanbul und Ülkerspor zu dem heutigen Verein Fenerbahçe Ülker.
- °° Als Ülkerspor. Im Sommer 2006 fusionierten die beiden Vereine Fenerbahçe Istanbul und Ülkerspor zu dem heutigen Verein Fenerbahçe Ülker.